# نخل جزایر قناری
نخل جزیره قناری یا نخل آناناس (نام علمی: Phoenix canariensis) نام یک گونه از سرده نخل است.